# Fedra López
Fedra López  (Buenos Aires, Argentína, 1962. június 5. –) argentin-venezuelai színésznő, modell.

## Élete
Fedra López 1962. június 5-én született Buenos Airesben. 1996-ban főszerepet játszott a Quirpa de tres mujeresben. 2002-ben Ricarda Araujo szerepét játszotta a Júdás asszonya című sorozatban. 2011-ben megkapta Sara szerepét A sors hullámain című telenovellában.
Két gyermeke van.

## Filmográfia
| Cím                                | Év   | Szerep                         | Megjegyzés       |
| ---------------------------------- | ---- | ------------------------------ | ---------------- |
| Nora                               | 2014 | Juana 'Juanita' de la Colina   | Mellékszereplő   |
| A sors hullámain (Natalia del mar) | 2011 | Sara Morales vda. de Úzcategui | Negatív szereplő |
| El desprecio                       | 2006 | Pastora Lara-Portillo          | Negatív szereplő |
| Ser bonita no basta                | 2005 | Soledad Olavarría              | Negatív szereplő |
| La invasora                        | 2003 | María Teresa Aldana            | Mellékszereplő   |
| Júdás asszonya (La mujer de Judas) | 2002 | Ricarda Araújo                 | Mellékszereplő   |
| Felina                             | 2001 | Mara                           | Mellékszereplő   |
| Hechizo de amor                    | 2000 | Natasha                        | Mellékszereplő   |
| Cuando hay pasión                  | 1999 | Inés de Jesús Leal             | Főszereplő       |
| Aguamarina                         | 1997 |                                | Mellékszereplő   |
| La Primera Vez                     | 1997 |                                |                  |
| Quirpa de tres mujeres             | 1996 | Manuela Echeverría Salazar     | Főszereplő       |
| Sol de tentación                   | 1996 | Katiuska                       | Mellékszereplő   |
| Ka Ina                             | 1995 | Mireya Carvajal                | Mellékszereplő   |
| María Celeste                      | 1994 | Irania Paniagua                | Negatív szereplő |
| Rosangelica                        | 1993 | Marielba                       | Mellékszereplő   |
| Por amarte tanto                   | 1993 |                                |                  |
| Inocencia mortal                   | 1988 |                                |                  |